# Augochloropsis anticlea
Augochloropsis anticlea är en biart som först beskrevs av Carlos Schrottky 1908.  Augochloropsis anticlea ingår i släktet Augochloropsis och familjen vägbin. Inga underarter finns listade.